# Nyúl
Nyúl è un comune di 3 913 abitanti situato nella contea di Győr-Moson-Sopron, nell'Ungheria nordoccidentale.